# Bulgarische Badminton-Juniorenmeisterschaft
Bulgarische Badminton-Juniorenmeisterschaften werden seit 1985 ausgetragen. Im selben Jahr starteten auch die Meisterschaften der Erwachsenen und die internationalen Titelkämpfe.

## Die Juniorentitelträger
| Saison | Herreneinzel       | Dameneinzel           | Herrendoppel                       | Damendoppel                             | Mixed                                 |
| ------ | ------------------ | --------------------- | ---------------------------------- | --------------------------------------- | ------------------------------------- |
| 1985   | Georgy Lazarov     | Irina Dimitrova       | Georgy Lazarov Trendafil Balinov   | Zornitza Pavlova Ljudmila Ilkova        | Georgy Lazarov Irina Dimitrova        |
| 1986   | Stojan Ivantchev   | Gabriela Spasova      | Tihomir Milov Trendafil Balinov    | Irina Dimitrova Gabriela Spasova        | Trendafil Lazarov Irina Dimitrova     |
| 1987   | Julian Alexandrov  | Aneta Stambolijska    | Boris Lalov Stojan Ivantchev       | Aneta Stambolijska Gabriela Spasova     | Boris Lalov Gabriela Spasova          |
| 1988   | Vasil Petkov       | Diana Filipova        | Vasil Petkov Ignat Ignatov         | Diana Filipova Emilia Dimitrova         | Yasen Borisov Aneta Stambolijska      |
| 1989   | Andon Kolev        | Diana Filipova        | Andon Kolev Vasil Zinkov           | Nely Nedjalkova Emilia Dimitrova        | Ignat Ignatov Diana Filipova          |
| 1990   | Nikolaj Dimitrov   | Nely Nedjalkova       | Nikolaj Dimitrov Yordan Manuilov   | Nely Nedjalkova Raina Tzvetkova         | Nikolaj Dimitrov Emilia Dimitrova     |
| 1991   | Yordan Manuilov    | Nely Nedjalkova       | Nikolaj Dimitrov Yordan Manuilov   | Nely Nedjalkova Bogdanka Boncheva       | Yordan Manuilov Nely Nedjalkova       |
| 1992   | Sibin Atanasov     | Victoria Wright       | Ljuben Panow Konstantin Dobrev     | Nely Nedjalkova B. Nikolaeva            | Yordan Manuilov Nely Nedjalkova       |
| 1993   | Svetoslav Stoyanov | Tatjana Hristova      | Svetoslav Stoyanov Mihail Popov    | Tatjana Hristova Martina Kassimova      | Svetoslav Stoyanov Raina Tzvetkova    |
| 1994   | Theodoros Velkos   | Dimitrinka Dimitrova  | Svetoslav Stoyanov Mihail Popov    | Raina Tzvetkova Dragomira Vasileva      | Svetoslav Stoyanov Raina Tzvetkova    |
| 1995   | Theodoros Velkos   | Dobrinka Smilianova   | Theodoros Velkos Boris Kessov      | Anelia Hristova Dobrinka Smilianova     | Tzvetozar Kolev Dagomira Vasileva     |
| 1996   | Ivan Sotirov       | Dobrinka Smilianova   | Konstantin Petkov Danail Ivanov    | Dobrinka Smilianova Borislava Petkova   | Ivan Sotirov Dobrinka Smilianova      |
| 1997   | Ivan Sotirov       | Dobrinka Smilianowa   | Ivan Sotirov Ivan Kolev            | Margarita Mladenova Dobrinka Smilianova | Ivan Sotirov Dobrinka Smilianova      |
| 1998   | Georgi Petrov      | Dimitrika Dimitrova   | Georgi Petrov Nikolay Angelov      | Dimitrika Dimitrova Margarita Mladenova | Alexey Shishov Dimitrika Dimitrova    |
| 1999   | Georgi Petrov      | Dimitrika Dimitrova   | Georgi Petrov Nikolay Angelov      | Dimitrika Dimitrova Sibela Tarakchieva  | Georgi Petrov Pavlina Petkova         |
| 2000   | Ilian Iliev        | Tatiana Viteva        | Ilian Iliev Mihail Emilov          | Tatiana Viteva Denica Petcova           | Iskren Atanasov Tatiana Viteva        |
| 2001   | Mihail Emilov      | Petya Nedelcheva      | Ilian Iliew Mihail Emilov          | Petya Nedelcheva Maya Ivanova           | Stefan Lutzkanov Petya Nedelcheva     |
| 2002   | Yulian Hristov     | Petya Nedelcheva      | Yulian Hristov Vladimir Metodiev   | Petya Nedelcheva Maya Ivanova           | Yulian Hristov Diana Dimova           |
| 2003   | Yulian Hristov     | Diana Dimova          | Yulian Hristov Krasimir Jankov     | Diana Dimova Doroteia Nenkova           | Yulian Hristov Diana Dimova           |
| 2004   | Krasimir Jankov    | Delayna Yankova       | Blagovest Kisyov Radoslav Simeonov | Delyana Yankova Delyana Trandeva        | Blagovest Kisyov Delyana Yankova      |
| 2005   | Tihomir Hadzhiev   | Gabriela Banova       | Tihomir Hadzhiev Radoslav Ganchev  | Gabriela Banova Delyana Trandeva        | Radoslav Simeonov Gabgiela Banova     |
| 2006   | Tihomir Hadzhiev   | Gabriela Banova       | Tihomir Hadzhiev Radoslav Ganchev  | Rumiana Ivanova Desislava Simeonova     | Tihomir Hadjiev Rumiana Ivanova       |
| 2007   | Peio Boichinov     | Dimitria Popstoikova  | Filip Shoshov Aleksandar Grigorov  | Miroslava Ivanova Bistra Maneva         | Ilian Krastev Dimitria Popstoikova    |
| 2008   | Borislav Andreev   | Bistra Maneva         | Borislav Andreev Simeon Motev      | Bistra Maneva Monika Ivanova            | Borislav Andreev Bistra Maneva        |
| 2009   | Borislav Andreev   | Bistra Maneva         | Borislav Andreev Simeon Motev      | Lubomira Soynova Viktoria Tsvetanova    | Borislav Andreev Viktoria Tsvetanova  |
| 2010   | Gergin Nedialkov   | Stefani Gudjenova     | Ivan Trakov Ivan Hristozov         | Stefani Gudjenova Rositza Tinkova       | Ivan Trakov Rositza Tinkova           |
| 2011   | Ivan Rusev         | Viktoria Dzeleva      | Ivan Trakov Ivan Hristozov         | Viktoria Dzeleva Karolina Tzankova      | Mihail Mihailov Bogdana Tzankova      |
| 2012   | Vladimir Shishkov  | Anna-Maria Tsaneva    | Vladimir Shishkov Dimitar Yanakiev | Emilia Kaneva Anna-Maria Tsaneva        | Vladimir Shishkov Anna-Maria Tsaneva  |
| 2013   | Stefan Garev       | Bojidara Topuzova     | Stefan Garev Dimitar Delchev       | Tzebete Asenova Mila Ivanova            | Stefan Garev Bojidara Topuzova        |
| 2014   | Stefan Garev       | Mariya Mitsova        | Stefan Garev Ventzislav Videlov    | Mila Ivanova Mariya Mitsova             | Stefan Garev Mila Ivanova             |
| 2015   | Vladimir Shishkov  | Mariya Mitsova        | Danail Balkanski Vladimir Shishkov | Mariya Mitsova Liliya Stoyanova         | Vladimir Shishkov Mariya Mitsova      |
| 2016   | Daniel Nikolov     | Anna-Maria Tsaneva    | Daniel Nikolov Ivan Panev          | Paulina Krasteva Anna-Maria Tsaneva     | Vladimir Shishkov Anna-Maria Tsaneva  |
| 2017   | Alex Popov         | Maria Delcheva        | Denis Marinov Alex Popov           | Paola Kirova Hristomira Popovska        | Denis Marinov Paola Kirova            |
| 2018   | Iliyan Stoynov     | Maria Delcheva        | Iliyan Stoynov Cvetomir Stoyanov   | Maria Delcheva Hristomira Popovska      | Iliyan Stoynov Hristomira Popovska    |
| 2019   | Iliyan Stoynov     | Petia Kasabova        | Yavor Yankov Cvetomir Stoyanov     | Petia Kasabova Ira Spiridonova          | Dimitar Nenchev Ira Spiridonova       |
| 2020   | Evgeni Panev       | Gergana Pavlova       | Stivan Nikolaev Teodor Petrov      | Gergana Pavlova Tania Ivanova           | Stivan Nikolaev Gergana Pavlova       |
| 2021   | Evgeni Panev       | Gergana Pavlova       | Stivan Nikolaev Evgeni Panev       | Gergana Pavlova Tania Ivanova           | Stivan Nikolaev Gergana Pavlova       |
| 2022   | Stanimir Terziev   | Kaloyana Nalbantova   | Georgi Kirov Yavor Christov        | Cvetina Popivanova Mihaela Chepisheva   | Nikolai Davchev Mihaela Chepisheva    |
| 2023   | Stanimir Terziev   | Tsveti Katerova       | Stanimir Terziev Yavor Christov    | Sinem Yıldız Ece Mert                   | Stanimir Terziev Cvetina Popivanova   |
| 2024   | Tsvetan Ivanov     | Kaloyana Nalbantova   | Patrik Dimitrov Tsvetan Ivanov     | Tsveti Katerova Raia Pashova            | Tsvetan Ivanov Raia Pashova           |
| 2025   | Tsvetan Ivanov     | Decislava Karkadakova | Martin Stratiev Tsvetan Ivanov     | Decislava Karkadakova Raia Pashova      | Yordan Yordanov Decislava Karkadakova |